# Sarah Fraincart
Sarah Juliette Saidia Fraincart, née le 6 juillet 1999, est une rameuse d'aviron franco-marocaine, représentant le Maroc au niveau international, et une femme politique.

## Carrière sportive
Aux Championnats d'Afrique d'aviron 2017, elle obtient la médaille de bronze en deux de couple et la médaille d'argent en deux de couple juniors.
Aux Jeux africains de 2019, elle remporte la médaille de bronze en skiff 500 mètres.
Elle remporte aux Championnats d'Afrique d'aviron 2019 la médaille de bronze en skiff et la médaille d'argent en skiff des moins de 23 ans.
Elle se qualifie et participe aux Jeux Olympiques 2020 à Tokyo.

## Parcours politique
Elle est candidate aux élections législatives des 12 et 19 juin 2022 dans la deuxième circonscription de l'Aube pour La France Insoumise. 